# Motori Alimentatori Trasformatori Elettrici Rome
Le Motori Alimentatori Trasformatori Elettrici Roma, appelé aussi M.A.T.E.R., était un club italien de football des années 1930 et 1940, basé à Rome. Les couleurs du club étaient le vert et le violet.

## Historique des saisons
- 1935-1936 : Prima Divisione (3e du groupe du Latium. Accession en Serie C)
- 1936-1937 : Serie C (3e du groupe E)
- 1937-1938 : Serie C (5e du groupe E)
- 1938-1939 : Serie C (1er du Groupe G au tour préliminaire, 3e du groupe B lors du tour final)
- 1939-1940 : Serie C (1er du groupe G au tour préliminaire, 4e du groupe B au tour final)
- 1940-1941 : Serie C (2e du groupe G)
- 1941-1942 : Serie C (1er du groupe E au tour préliminaire, 2e du groupe A lors du tour final. Accession en Serie B)
- 1942-1943 : Serie B (12e ex aequo)
- 1943-1944 : Championnat romain de guerre (4e/10)
- 1944-1945 : Championnat romain de guerre (6e/8)

## Joueurs célèbres
- Dandolo Flumini (it) (1936-1938 et 1940-1943)
- Fulvio Bernardini (1939-1943 ; 66 matchs pour 14 buts)
- Luigi Vettraino (it) (1944)
- Romolo Alzani (it) (1944-1945)